# Vez

Vez este o comună în departamentul Oise, Franța. În 1 ianuarie 2022 avea o populație de 280 de locuitori.